# 屏風山 (つがる市)
屏風山（びょうぶざん、-やま）は、青森県つがる市北部に位置する丘陵地帯。

## 概要
屏風「山」と呼ばれるが、地域としては青森県西津軽郡鰺ヶ沢町から北部に向かい、越水地区、舘岡地区、車力地区を経て十三湖までの南北30km、東西3～4kmの海岸砂丘地帯を示す。

## 特徴
砂で覆われた丘陵地帯とそれに囲まれた平坦地と低湿地帯が大部分を占め、舌状砂丘と呼ばれる。典型的な舌状砂丘としては世界でも類を見ない。

## 周辺
- つがる市役所
- ベンセ湿原
- つがる市立向陽小学校